# Aristipo
Aristipo (435 a. C. - 350 a. C.) fue un filósofo griego fundador de la escuela cirenaica. Era un alumno de Sócrates, pero adoptó una perspectiva filosófica muy diferente. Sostuvo una teoría del conocimiento escéptica y empirista. Enseñó que el objetivo de la vida era buscar placer como bien supremo y mantener un control adecuado sobre la adversidad y la prosperidad (hedonismo ético). Entre sus alumnos estaba su hija Areta y nieto Aristipo.

## Biografía

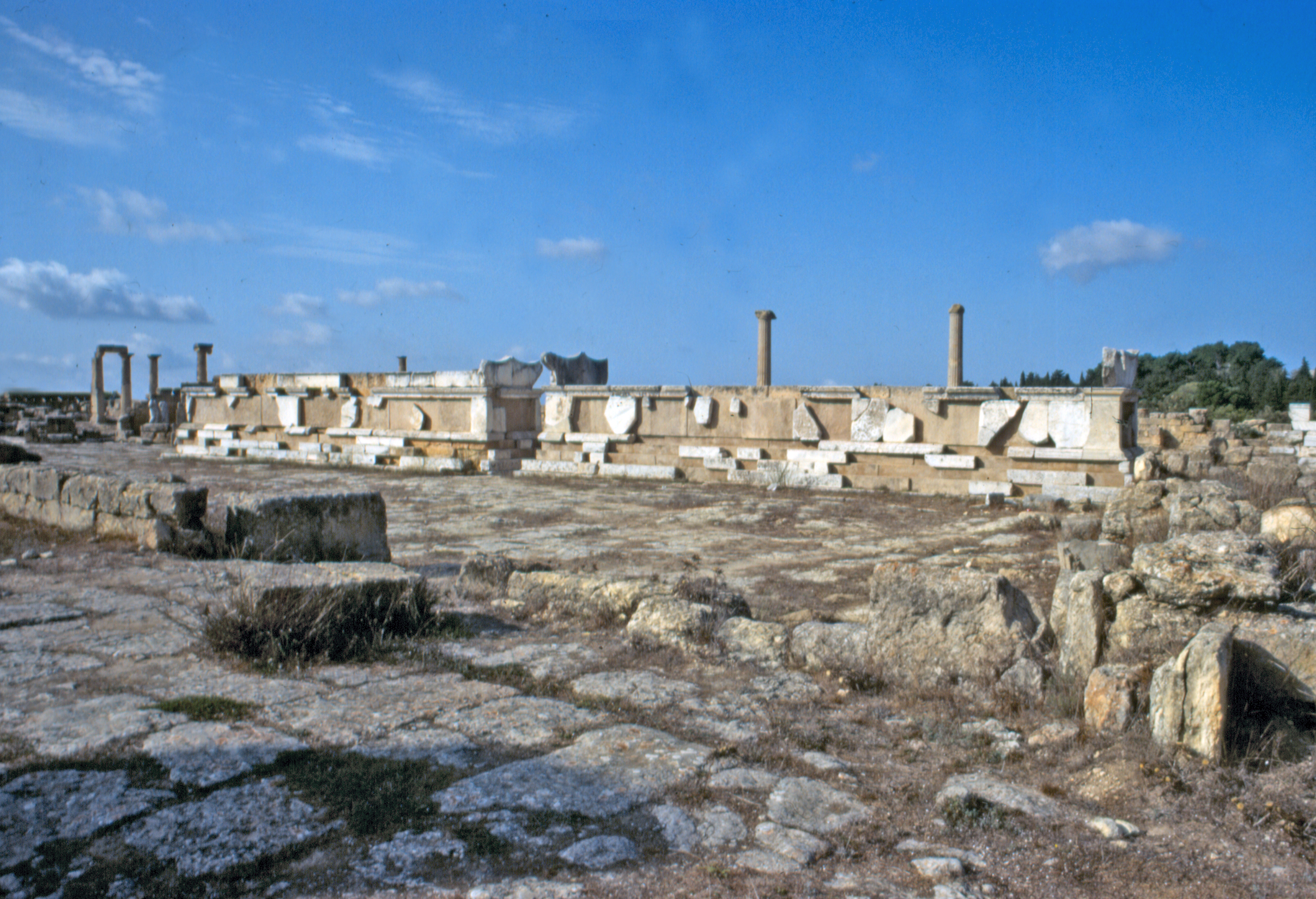
Cirene, Libia, lugar de nacimiento de Aristipo.

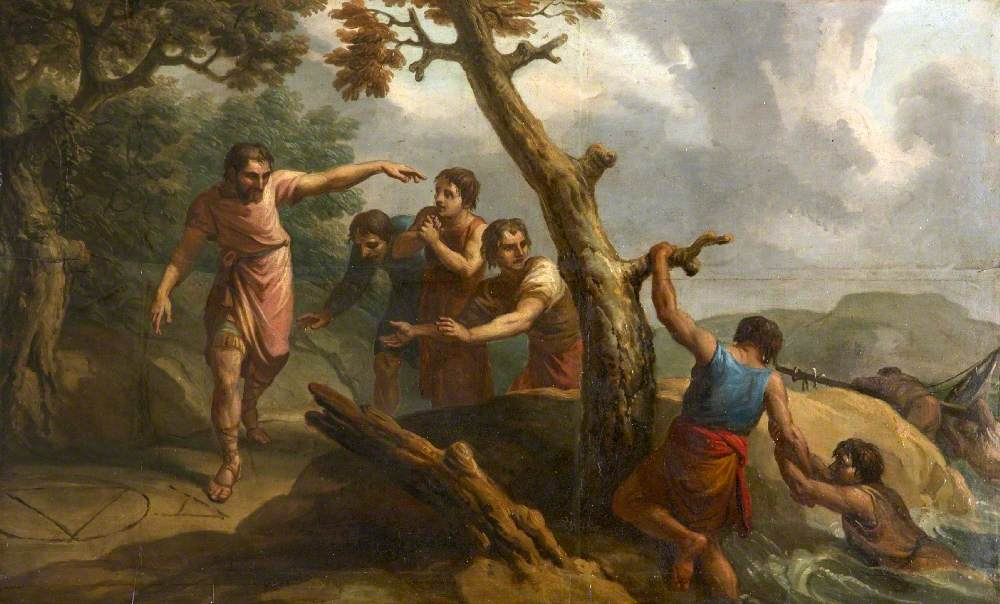
Aristipo y sus compañeros después de naufragar al ver diagramas matemáticos y darse cuenta de que la tierra estaba habitada por Antonio Zucchi, 1768.

Aristipo, hijo de Aritades, nació en la ciudad africana de Cirene en 435 a. C. Cuando fue a Grecia para presenciar los juegos olímpicos fue atraído por la fama de Sócrates, lo buscó y se hizo su discípulo. Estuvo con el maestro hasta su ejecución, volvió a su patria, donde en sus últimos años enseñó filosofía para mantenerse. Fue el fundador de la escuela cirenaica, propugnadora del hedonismo "cirenaico". Diógenes de Sinope lo llama perro real y Timón el Silógrafo lo moteja de afeminado por el lujo y disfrutar de las comodidades que se le ofrecían. También tenía un esclavo llamado Eutiques y solía comerciar con una meretriz llamada Laida.
Tuvo una hija filósofa llamada Areta, quien fue sucesora de la escuela. Es controvertido si él o su nieto Aristipo el Joven fueron los fundadores de la escuela cirenaica.

En el Libro VI de De architectura, Vitruvio describe a Aristipo:
Aristipo, el filósofo socrático, naufragado en la costa de Rodas, al percibir algunos diagramas geométricos al respecto, se dice que exclamó a sus compañeros: "Sé de buen valor, veo signos de civilización" y de inmediato hacia la ciudad de Rodas, llegó al gimnasio; donde, disputando sobre temas filosóficos, obtuvo tales honores, que no solo se proporcionó para sí mismo, sino que también proporcionó ropa y comida a sus compañeros. Cuando sus compañeros completaron sus preparativos para regresar a casa, y le preguntaron qué mensaje deseaba enviar a sus amigos, quiso que dijeran: que las posesiones y provisiones para los niños deben ser aquellas que se puedan preservar en caso de naufragio; en la medida en que esas cosas son los verdaderos soportes de la vida que las posibilidades de fortuna, los cambios de los asuntos públicos y la devastación de la guerra no pueden afectar.
Aristipo parecía insultante para Jenofonte y Platón, como se ve desde el Memorabilia, donde mantiene una discusión contra Sócrates en defensa del disfrute voluptuoso, y desde el Fedón, donde su ausencia a la muerte de Sócrates sin duda se menciona como un reproche. Aristóteles, también, lo llama un sofista y nota una historia de Platón hablándole con vehemencia indebida, y de su respuesta con calma.

## Filosofía
Según Aristipo, lo que aprendió de la filosofía fue "poder conversar con todos sin miedo". Sus ideas, algo semejantes en el punto de partida con las socráticas, divergen de ellas notablemente en el fondo. Partiendo del dicho de Protágoras de que «el hombre es la medida de todas las cosas», empezó por despreciar la dialéctica y dar importancia solo a la ciencia positiva.
Aristipo era escéptico de la veracidad de los sentidos «porque no nos dan seguro conocimiento de las cosas» por lo que «sino que debemos obrar aquello que nos parezca conforme a razón». Defendió el nominalismo y el sensualismo, al igual que Antístenes, pero diferenciándose radicalmente de él por su ética. La felicidad para Aristipo consiste en el placer; a mayor placer, mayor felicidad; y, como el placer más intenso es el sensible, este es el que hay que perseguir. Dentro del placer sensible solo interesa el placer presente (parón páthos), sin que tengamos que preocuparnos por el futuro, ya que este es incierto. La σωφροσύνη (sofrosine), la prudencia, es la que guía en la búsqueda del placer, para saber elegir el más adecuado; pero el hombre no debe ser dominado por el placer, sino dominarlo (en lo que hay una cierta atemperación del hedonismo). Los sabios no está sujetos a la envidia, malos deseos, supersticiones y al miedo de la muerte. Despreciaba las matemáticas porque no se ocupan de lo bueno ni de lo malo.
Defendía obtener la gratificación sensual de lo presente y obtener cosas que puedan traer placer a uno en el futuro. Aceptaba la riqueza como medio para el placer y también aceptaba la prostitución. Aristipo mostró poca consideración por los estándares convencionales de la época en Grecia en ese momento. En lugar de ser "esclavo del placer", Aristipo pensó que le traía la libertad de hacer cualquier cosa placentera sin importar las convenciones de su época, pero no él no era poseído por él, de la misma forma decía que «Yo poseo a Laida», su meretriz, «pero no ella a mí». En una ocasión, encontrándose con Diógenes de Sinope lavando unas hierbas, le dijo este: "Si hubieras aprendido a prepararte esta comida, no solicitarías los palacios de los tiranos". A lo que Aristipo respondió: "Y si tú supieras tratar con los hombres, no estarías lavando hierbas". No obstante, para Aristipo, es mejor ser mendigo que ignorante; pues aquel está falto de dinero, pero este último, de humanidad.
El hombre debe ser superior a sus instintos básicos y así su placer se combinaba con una relativa libertad de espíritu. Tal superioridad la produce la cultura de la inteligencia. En ese punto se aproximaba a Sócrates, que consideraba también la ciencia como condición indispensable para la humana felicidad. Pero Aristipo reducía toda la ciencia y sus ventajas al dominio del sentimiento individual. La virtud, por tanto, no era para él más que la moderación en la fruición, pero moderación interesada, para que no se agote la fuente del placer.
Con la inteligencia cultivada distinguía los placeres sensuales de los intelectuales, los puros de los que llevan mezcla, los egoístas de los desinteresados. Aristipo sostuvo que los placeres del cuerpo son preferibles a los intelectuales, pues "aunque la acción sea indecente, se disfruta su deleite, que es bueno". Si estos fueran solo vicios, "ciertamente no se practicaría en las festividades de los dioses" como hace Dioniso.  Aristipo es el primero de la serie de filósofos hedonistas, cuyo pensamiento prosiguen en cierto modo Epicuro, Hobbes, Locke, Hume, Bentham, John Stuart Mill, Herbet Spencer y Michel Onfray.

## Obras
Según Diógenes Laercio, escribió multitud de obras, muchas de carácter frívolo y ajenas al campo de la filosofía. Ninguna de ellas subsiste. Se conservan cuatro Cartas bajo su nombre, evidentemente apócrifas.